# Ervin Zsiga
Ervin Zsiga (n. 11 iulie 1991, Satu Mare) este un jucător român de fotbal care evoluează pe postul de mijlocaș lateral, fiind legitimat la clubul CSM Olimpia Satu Mare